# ネ230 (エンジン)
ネ230とは、日立製作所が1944年から開発したターボジェットエンジンである。2基が試作され、性能試験を終えた段階で終戦を迎え開発は終了した。

## 概要
1942年（昭和17年）末ごろから陸軍は第二陸軍航空技術研究所（以下二航研）の主導でジェットエンジンの開発を進めており、東京帝国大学航空研究所提案の主エンジン用ネ101モータージェットおよびネ201ターボプロップと、川崎航空機から嘱託として二航研に出向していた林貞助技師提案の基礎研究用ネ0ラムジェットおよび補助エンジン用ネ1・ネ2モータージェット、ネ3・ネ4ターボジェットの開発が進行していた。
しかしエンジン開発は難航し、1944年（昭和19年）7月に遣独潜水艦作戦によってドイツからの技術資料が入手できる見込みとなったことで補助エンジンについては開発中止命令が出された。この時点でネ101は既に6月末で工事停止、ネ201は試作機完成（試運転未実施）、ネ1は部品半成、ネ2は製図未着手、ネ3・ネ4は地上運転実施中で、飛行試験実施に達したものは基礎研究用のネ0のみであった。
さらに陸軍主務に海軍が協力するかたちで民間各社に改めて主エンジン用ターボジェットエンジンの開発が発注され、このうち日立製作所に発注されたのがネ230である。
1945年3月に1号機が完成し、高萩工場に設けられた試験場で性能試験が行われ、5月に完了した。2号機も完成したが性能試験中に終戦を迎えた。
2015年6月に中島飛行機三鷹研究所の跡地にあたる国際基督教大学（ICU）キャンパス内でステンレス製の部品3点が発見され、調査の結果ネ230の部品の可能性が高いことが判明した。

## 諸元
- 直径：780 mm
- 重量：900 kg
- 圧縮機
  - 形式：軸流式
  - 段数：7段
  - 圧縮比：2.86
- タービン
  - 段数：1段
  - タービン入口温度：800℃
- 回転数：9,000 rpm
- 空気流入量：18.6 kg/s
- 推力：885 kg

特筆ない出典は中田金一 (1952, p. 203)による。